# Paloma (telenovela)
Paloma es una telenovela dirigida por Alfredo Saldaña, producida por Ernesto Alonso para la cadena Televisa en 1975. Fue protagonizada por Ofelia Medina y Andrés García, antagonizada por Bertha Moss, Oscar Morelli y Teresa Velázquez y con las actuaciones estelares de Carmen Montejo, Aarón Hernán, Enrique Novi, Lucía Méndez, Frank Moro, Lupita D'Alessio y Juan Peláez.

## Argumento
Paloma Romero es una muchacha humilde que trabaja como camarera para costear sus estudios de leyes. Ella es el único sostén de su hogar, donde viven su padre Gustavo, un abogado alcohólico que se vio obligado a dejar su trabajo a causa de su vicio, y su hermano Gabriel, desobligado y holgazán. Paloma conoce a un cliente mientras trabaja, Daniel Márquez, quien se enamora de ella y ésta lo acepta pensando que es pobre como ella, pero la realidad es que es muy rico y vive con su madre Catalina, una mujer manipuladora y posesiva. Un día Gustavo trae a Gloria una mujer sola y sin un lugar donde vivir ya que acaba de salir de la cárcel después de haber purgado condena por el asesinato de un hombre, pero que ella jura que no lo mató. Gabriel no le tiene confianza a la inquilina porque sospecha que es la amante de su padre. Pero Paloma siente lástima por la mujer y termina encariñándose con ella, sin sospechar que ella es su verdadera madre y que el hombre que supuestamente mató es el padre de su enamorado, Daniel y por tanto marido de la malvada Doña Catalina.

## Elenco
- Ofelia Medina - Paloma Romero
- Andrés García - Daniel Márquez Robles
- Bertha Moss  - Doña Catalina Robles vda. de Márquez
- Carmen Montejo  - Gloria Nava
- Aarón Hernán - León Gustavo Romero
- Enrique Novi - Gabriel Romero
- Lucía Méndez - Blanca Rosa Ballesteros
- Frank Moro - Raúl Santos
- Teresa Velázquez - Eugenia Montaño
- Héctor Bonilla - Alejandro
- Lupita D'Alessio - Dora Luz Márquez
- Anel - Margarita
- July Furlong - Isabel
- Rita Macedo  - Teresa
- Juan Peláez  - Eladio Santibañez
- Ariadna Welter  - Mina Ballesteros
- Oscar Morelli  - Lic. Adalberto Gil
- Antonio Passy  - Sarabia
- Lina Michel  - Michelle
- María Sorté - Anita
- Alfonso Meza - Federico Miranda
- Gerardo del Castillo - Lic. Galán
- Héctor Sáez - Carlos Galindo
- Humberto Osuna - Dr. Galicia
- Olga Morris - Lili
- Daniel Santallucia - Ernesto Ballesteros
- Mario Sauret - Domínguez

## Versiones
Hay tres versiones de esta telenovela:
- Felicita... dove sei? (Italia), adaptada por Angelo Longoni, producida por Alberto Peruzzo Editore para Corona Cinematográfica de Milán en 1985 y protagonizada por Verónica Castro y Marco Marelli.
- Mi querida Isabel (México), adaptada por René Muñoz, producida por Angelli Nesma para Televisa en 1996 y protagonizada por Karla Álvarez y Ernesto Laguardia.
- Amor de barrio (México), producida por Roberto Hernández Vázquez en el 2015 para Televisa, esta versión está empatada con Muchacha de barrio historia original de Fernanda Villeli con Renata Notni y Mane de la Parra.